# Martha Patricia López de Zatarain
Martha Patricia López de Zatarain mexikói producer.

## Élete
Martha Patricia López de Zatarain Pueblában született. Testvére María Marcela, színésznő. Első telenovelláját 1996-ban készítette el, a Luz Claritát. 2005-ben elkészítette a Piel de otoño című sorozatot. 2007-ben elkészítette a Yo amo a Juan Querendónt Mayrín Villanueva és Eduardo Santamarina főszereplésével. 2008-ban a Juro que te amo című sorozatot készítette el. 2011-ben elkészíte a Ni contigo ni sin ti című telenovellát Laura Carmine, Eduardo Santamarina, Erick Elías és Alessandra Rosaldo főszereplésével.

## Telenovellái

### Mint vezető producer
- Corazón que miente (2015)
- La sombra del pasado (A múlt árnyéka) (2014)
- La mujer del Vendaval (2012-2013)
- Ni contigo ni sin ti (2011)
- Juro que te amo (2008-2009)
- Yo amo a Juan Querendón (2007-2008)
- Piel de otoño (2005)
- De pocas, pocas pulgas (2003)
- María Belén (2001)
- El niño que vino del mar (1999)
- Una luz en el camino (1998)
- Luz Clarita (1996)

### Mint produkciós menedzser
- Dos vidas (1988)
- La indomable (1987)
- La gloria y el infierno (1986)
- Abandonada (1985)
- La pasión de Isabela (1984)
- Un solo corazón (1983)

### Komikus programok
- Al derecho y al derbez (1993-1995)

### Mint színésznő
- La indomable (1987)
- Yo amo a Juan Querendón (2007) - Önmaga